# 千紗
千紗（ちさ、1985年11月16日 - ）は、日本の元歌手、元ボーカリスト、元ダンサー、元女優、元モデル。本名は前川 千紗。兵庫県丹波篠山市出身。girl next doorの元メンバー。所属していた芸能事務所はエイベックス・マネジメント。2013年芸能界引退。血液型はAB型。夫は元競泳選手の北島康介。

## 経歴
以前は、エイベックス・アーティストアカデミーの特待生としてレッスンを受け、ダンス&ヴォーカルグループ「Ma-Kiss」（マーキス）のメンバー、CHISAとして活動していた。エイベックス・ダンスマスターやキッザニアでインストラクターとしても活動し、多くの子どもたちにダンスを教えていた。
2008年9月に、girl next doorのボーカル、千紗としてデビュー。
2012年12月31日、競泳選手・北島康介との婚約を発表。2013年9月22日に婚姻届を提出。
2013年11月5日、北島との間に第一子を妊娠中であることを自身のブログで発表した。
2013年12月8日、東京・SHIBUYA-AXにて、girl next doorの解散ライブを開催。北島のサポートに専念するためこの日をもって芸能界を引退。
2014年5月9日に女児を出産。

## 人物
アイスが大好物で毎日食べている。オフィシャルブログではアイスの話題を取り上げることも多く、通常「千紗あいす」というタイトルで更新している。2009年には江崎グリコのアイス商品「アイスの実」テレビCMに出演した。2011年には、森永製菓「チョコモナカジャンボ」のCMに出演。
露出度の高い衣装を着ることもある。girl next doorの6作目シングル『FRIENDSHIP』のPVでは手足を大きく露出させた衣装を着ており、2010年6月のイベントではレオタードを着用した。『ROCK YOUR BODY』のPVではピアス付きのへそ出しルックを披露している。

## 参加作品
| 発売日        | 作品タイトル                                 | 規格    | 主要キャスト |
| ------------- | -------------------------------------------- | ------- | ------------ |
| 2008年7月23日 | 音女 sapphire                                | DVD     | TVバラエティ |
| 2008年7月23日 | 音女 diamond                                 | DVD     | TVバラエティ |
| 2009年7月24日 | 歌のおにいさん DVD-BOX                       | DVD     | 大野智       |
| 2014年3月12日 | 歌のおにいさん Blu-ray BOX                   | Blu-ray | 大野智       |
| 2012年1月18日 | run for money 逃走中18【狙われたハンター編】 | DVD     | TVバラエティ |

| 発売日         | 作品タイトル                                                                    | アーティスト名     | 収録曲                                           |
| -------------- | ------------------------------------------------------------------------------- | ------------------ | ------------------------------------------------ |
| 2009年4月29日  | trax                                                                            | ravex              | NEWエキセントリックガール                        |
| 2010年12月22日 | ウルトラマンゼロ THE MOVIE 超決戦!ベリアル銀河帝国 オリジナル・サウンドトラック | サウンドトラック   | 鏡の星のミラーナイト feat.千紗（GIRL NEXT DOOR） |
| 2013年7月24日  | ウルトラマンギンガ -ソング&ミュージック-                                        | TVサウンドトラック | ウルトラマンギンガの歌                           |
| 2013年7月24日  | ウルトラマンギンガ -ソング&ミュージック-                                        | TVサウンドトラック | 夏の風 秋の風                                    |
| 2013年11月20日 | 最新 ウルトラマン主題歌ベスト                                                   | テレビ主題歌       | ウルトラマンギンガの歌                           |
| 2016年3月2日   | ウルトラマンシリーズ放送開始50年 ウルトラマン主題歌大全集 1966-2016             | テレビ主題歌       | ウルトラマンギンガの歌                           |
| 2016年12月28日 | ウルトラマン 主題歌・挿入歌 大全集 Ultraman Songs Collected Works               | サウンドトラック   | ウルトラマンギンガの歌                           |
| 2016年12月28日 | ウルトラマン 主題歌・挿入歌 大全集 Ultraman Songs Collected Works               | サウンドトラック   | 夏の風 秋の風                                    |

## 出演イベント
| 公演年 | 形態       | タイトル                         | 公演日・会場                                |
| ------ | ---------- | -------------------------------- | ------------------------------------------- |
| 2012年 | モデル出演 | GirlsAward by 2012 AUTUMN/WINTER | 11/08 国立代々木競技場・第一体育館 (東京都) |
| 2013年 | モデル出演 | GirlsAward 2013 AUTUMN/WINTER    | 09/28 国立代々木競技場・第一体育館 (東京都) |

## 出演

### ラジオ
| タイトル             | 放送局       | 放送日時              |
| -------------------- | ------------ | --------------------- |
| オールナイトニッポン | ニッポン放送 | 2008年9月 - 2009年2月 |

### テレビ
| 会社名・商品名                   | キャッチコピー                                                                          | 起用年月   |
| -------------------------------- | --------------------------------------------------------------------------------------- | ---------- |
| 東芝『W65T』                     | 探していたのはこの使いやすさ「回る5人」篇                                               | 2008年11月 |
| 江崎グリコ『アイスの実』         | 宙を舞うアイスの実・New「Colorful Street」篇                                            | 2009年4月  |
| 森永製菓『チョコモナカジャンボ』 | 結婚式・人生にパリパリを！「パリパリウェディング」篇                                    | 2011年5月  |
| ハウス食品『ジャワカレー』       | 大人、ときどき、無邪気。・2商品「北島康介登場」篇                                       | 2015年5月  |
| ハウス食品『ジャワカレー』       | 大人、ときどき、無邪気。・タマネギメガネ・2商品「タマネギメガネ」篇                     | 2015年11月 |
| ハウス食品『ジャワカレー』       | 本日、ジャワ日和。・カヌー・2商品「本日、ジャワ日和（アウトリガーカヌー）」篇           | 2016年6月  |
| ハウス食品『ジャワカレー』       | 本日、ジャワ日和。・グランピング・2商品(1商品NEW)「本日、ジャワ日和（グランピング）」篇 | 2016年11月 |

| タイトル       | 放送局         | 放送日時                      |
| -------------- | -------------- | ----------------------------- |
| 瞳             | NHK総合        | 2008年4月29日 - 8月9日        |
| 音女           | テレビ朝日系列 | 2008年5月20日、9月2日、9月3日 |
| 歌のおにいさん | テレビ朝日系列 | 2009年1月16日 - 3月13日       |
| 金魚倶楽部     | NHK総合        | 2011年9月10日                 |

| タイトル                                                 | 放送局         | 放送日時                       |
| -------------------------------------------------------- | -------------- | ------------------------------ |
| カトパン                                                 | フジテレビ系列 | 2008年12月2日                  |
| バニラ気分!「マツケン・今ちゃん・オセロのGO!GO!サタ」    | フジテレビ系列 | 2008年12月20日                 |
| バニラ気分!「マツケン・今ちゃん・オセロのGO!GO!サタ」    | フジテレビ系列 | 2009年8月15日                  |
| 森田一義アワー 笑っていいとも!「テレフォンショッキング」 | フジテレビ系列 | 2008年12月24日                 |
| グータンヌーボ                                           | フジテレビ系列 | 2009年8月5日                   |
| グータンヌーボ                                           | フジテレビ系列 | 2011年7月27日                  |
| グータンヌーボ                                           | フジテレビ系列 | 2011年10月26日                 |
| 新堂本兄弟                                               | フジテレビ系列 | 2010年1月24日                  |
| ホンマでっか!?TV                                         | フジテレビ系列 | 2010年2月15日                  |
| お茶の水ハカセ                                           | TBS系列        | 2010年4月27日                  |
| 爆笑レッドカーペット                                     | フジテレビ系列 | 2010年5月23日                  |
| 浜ちゃんが!                                              | 日本テレビ系列 | 2010年9月1日                   |
| Iwataniスペシャル 鳥人間コンテスト選手権大会2010         | 日本テレビ系列 | 2010年9月24日                  |
| ライオンのごきげんよう                                   | フジテレビ系列 | 2010年12月23日                 |
| ライオンのごきげんよう                                   | フジテレビ系列 | 2010年12月24日                 |
| ライオンのごきげんよう                                   | フジテレビ系列 | 2011年1月5日                   |
| FUTURE TRACKS→R                                          | テレビ朝日系列 | 2011年4月21日                  |
| ポケモンスマッシュ!                                      | テレビ東京系列 | 2011年8月14日                  |
| run for money 逃走中〜狙われたハンター〜                 | フジテレビ系列 | 2011年10月9日                  |
| TOKYO BRANDNEW GIRLS                                     | テレビ東京系列 | 2012年12月27日 - 2013年3月27日 |